# 花嫁のパパ
『花嫁のパパ』（はなよめのパパ、Father of the Bride）は、1991年のアメリカ合衆国のコメディ映画。監督はチャールズ・シャイア、出演はスティーヴ・マーティン、ダイアン・キートン、キンバリー・ウィリアムズ＝ペイズリーなど。エドワード・ストリーターの小説『Father of the Bride』を原作とした1950年の映画『花嫁の父』のリメイクである。
1995年に続編である『花嫁のパパ2』が公開された。2022年にアンディ・ガルシア出演でリメイク版が公開された。

## ストーリー
娘の結婚式が終わり、ジョージ・バンクスは結婚式までの出来事を振り返る。
ローマ留学から帰国してきた娘のアニーが、結婚を決めたと聞きジョージは動揺する。相手はブライアン・マッケンジーといい、金持ちの家の生まれで非の打ちどころがない好青年だった。ジョージは、暗い気持ちながら妻のニーナに説得され、結婚式の準備をすることにした。そして、結婚式の見積もりをするためコーディネーターであるフランクのもとに向かう。

## キャスト
| 役名                         | 俳優                                 | 日本語吹替 |
| ---------------------------- | ------------------------------------ | ---------- |
| ジョージ・バンクス           | スティーヴ・マーティン               | 富山敬     |
| ニーナ・バンクス             | ダイアン・キートン                   | 宗形智子   |
| アニー・バンクス             | キンバリー・ウィリアムズ＝ペイズリー | 松本梨香   |
| マッティ・バンクス           | キーラン・カルキン                   | 鎌手宣行   |
| ブライアン・マッケンジー     | ジョージ・ニューバーン               | 入江崇史   |
| フランク・エッゲルホッファー | マーティン・ショート                 | 江原正士   |
| ハワード・ワインスタイン     | B・D・ウォン                         | 石黒久也   |
| ジョン・マッケンジー         | ピーター・マイケル・ゴーツ           | 峰恵研     |
| ジョアンナ・マッケンジー     | ケイト・マクレガー＝スチュワート     | 牧野和子   |
| アル                         | リチャード・ポートナウ               | 仁内建之   |

- 吹替その他：渡辺真砂子、丸山真奈実、青木百合花、田村円、安西正弘、山下啓介、荒川功、沖恂一郎、山崎哲也、杉浦明彦

- 日本語吹替版スタッフ
  - 演出：大森健次郎
  - 翻訳：加賀るう
  - 録音制作：スタジオ・エコー
  - 制作監修：岡本企美子
  - 制作：DISNEY CHARACTER VOICES INTERNATIONAL, INC.

## 作品の評価
Rotten Tomatoesによれば、44件の評論のうち高評価は70%にあたる31件で、平均点は10点満点中6点、批評家の一致した見解は「オリジナルのレベルには及ばないものの、1950年の名作をリメイクしたこの作品は、主にスティーヴ・マーティンとマーティン・ショートの魅力的な演技のおかげで、心地よく楽しむことができる。」となっている。
Metacriticによれば、17件の評論のうち、高評価は6件、賛否混在は10件、低評価は1件で、平均点は100点満点中51点となっている。